# District de Shinan
Le district de Shinan (市南区 ; pinyin : Shìnán Qū) est une subdivision administrative de la province du Shandong en Chine. Il est placé sous la juridiction de la ville sous-provinciale de Qingdao.